# تدبير الحرارة الموجه
تدبير الحرارة المُوجّه (تي تي إم) (بالإنجليزية: Targeted temperature management)‏، المعروف سابقًا باسم تخفيض الحرارة العلاجي أو تخفيض الحرارة الوقائي، هو علاج فعال يحاول الوصول إلى درجة حرارة معينة لجسم شخص ما والحفاظ عليها لفترة زمنية محددة في محاولة لتحسين النتائج الصحية خلال فترة النقاهة بعد فترة من توقف جريان الدم إلى الدماغ. يجرى ذلك في محاولة لتقليل خطر الأذية النسيجية التالية لنقص جريان الدم. قد تحدث فترات من ضعف جريان الدم بسبب توقف القلب أو انسداد أحد الشرايين بجلطة كما يحدث في حالة السكتة الدماغية.
يحسّن تدبير الحرارة الموجه من البقيا ووظيفة الدماغ بعد الإنعاش من توقف القلب. تدعم الأدلة استخدامه بعد أنماط معينة من توقف القلب التي لا يستعيد فيها الفرد وعيه. يبدو أن كلًا من الدرجتين 33 مئوية (91 درجة فهرنهايت) و36 مئوية (97 درجة فهرنهايت) تؤديان إلى نتائج مماثلة. إن فائدة تدبير الحرارة الموجه بعد إصابات الدماغ الرضية غير واضحة تمامًا. ومع أنه يترافق ببعض المضاعفات، فهذه المضاعفات خفيفة عمومًا.
يُعتقد أن تدبير الحرارة الموجه يقي من أذية الدماغ بعدة طرق، منها خفض حاجة الدماغ من الأكسجين، وإنقاص إنتاج النواقل العصبية مثل الغلوتامات، فضلًا عن إنقاص الجذور الحرة التي قد تلحق الضرر بالدماغ. يمكن خفض درجة حرارة الجسم بعدة طرق، مثل استخدام البطانيات المبردة، وخوذات التبريد، وقساطر التبريد، وأكياس الثلج، والغسل بالمياه المثلجة.

## الاستخدامات الطبية
يمكن استخدام تدبير الحرارة الموجه في الحالات التالية:

### توقف القلب
تدعم الإرشادات التوجيهية للجنة العلاقات الدولية للإنعاش (آي إل سي أو آر) عام 2013 والجمعية الأمريكية للقلب عام 2010 استخدام التبريد بعد الإنعاش المجرى لتوقف القلب. استندت هذه التوصيات إلى حد كبير إلى تجربتين في عام 2002 أظهرتا تحسن البقيا ووظيفة الدماغ عند تبريده إلى الدرجة 32-34 مئوية (90-93 درجة فهرنهايت) بعد توقف القلب.
مع ذلك، تشير الأبحاث الحديثة إلى عدم وجود فائدة إضافية من التبريد حتى الدرجة 33 مئوية (91 درجة فهرنهايت) مقارنةً بالتبريد الأقل شدة، أي إلى درجة حرارة شبه طبيعية تبلغ 36 درجة مئوية (97 درجة فهرنهايت)؛ يبدو أن التبريد فعال لأنه يمنع الحمى، وهي من المضاعفات الشائعة التي تشاهد بعد توقف القلب. لا يوجد اختلاف في نوعية الحياة على المدى البعيد بعد التبريد المعتدل مقارنة بالتبريد الأكثر شدة.
عند الأطفال، لا يبدو التبريد بعد توقف القلب مفيدًا، وهذا اعتبارًا من عام 2018.

### اعتلال الدماغ الوليدي
ثبت أن العلاج بتخفيض الحرارة في اعتلال الدماغ الوليدي يحسن النتائج عند الرضع حديثي الولادة المصابين بنقص الأكسجة–نقص التروية حول الولادة، أو اعتلال الدماغ الإقفاري بنقص الأكسجة، أو الاختناق عند الولادة. بينت مراجعة لمؤسسة كوكرين الطبية عام 2013 فائدة العلاج عند الولدان بتمام الحمل المصابين باعتلال الدماغ. ينقص تبريد الجسم كله أو تبريد الرأس الانتقائي إلى الدرجة 33-34 مئوية (91-93 درجة فهرنهايت)، الذي يبدأ في غضون ست ساعات من الولادة ويستمر مدة 72 ساعة، من الوفيات والشلل الدماغي والعجز العصبي عند الناجين.[بحاجة لمصدر]

## الآثار الجانبية
قد تتضمن المضاعفات المحتملة: الخمج، والنزف، واضطرابات نظم القلب، وارتفاع سكر الدم. وجدت إحدى المراجعات زيادة في خطورة الإصابة بذات الرئة والإنتان (خمج الدم)، ولكن لا زيادة في الخطورة الكلية للإصابة بالأخماج. وجدت مراجعة أخرى ميلًا نحو زيادة النزف، ولكن ليس هنالك زيادة في النزف الشديد. يحرض انخفاض حرارة الجسم ما يُعرف بـ«إدرار البول المحرض بالبرد»، الذي يمكن أن يؤدي إلى اضطرابات شاردية؛ لا سيما نقص بوتاسيوم الدم، ونقص مغنيزيوم الدم، ونقص فوسفات الدم، وأيضًا نقص حجم الدم.

## الآلية
ركّز المبدأ الأقدم لتأثيرات تخفيض الحرارة باعتباره عامل حماية عصبية على إبطاء الأيض الخلوي الناجم عن هبوط درجة حرارة الجسم. يتباطأ الأيض بمعدل 5-7% مقابل كل انخفاض بمقدار درجة مئوية واحدة في درجة حرارة الجسم. وبناءً على ذلك، اقترحت أقدم الفرضيات أن تخفيض الحرارة ينقص من التأثيرات الضارة لنقص التروية، وذلك عبر إنقاص حاجة الجسم إلى الأكسجين. يفسر التركيز الأولي على الأيض الخلوي سبب تركيز الدراسات القديمة بشكل كامل تقريبًا على تطبيق تخفيض الحرارة الشديد، إذ اعتقد الباحثون أن التأثيرات العلاجية لتخفيض الحرارة ترتبط بشكل مباشر مع مدى هبوط درجة الحرارة.
الآلية:
اتضح في حالة خاصة عند الرضع الذين يعانون من الاختناق حول الولادة أن الاستماتة (الموت الخلوي المبرمج) هي سبب مهم في موت الخلايا، وأن العلاج بتخفيض الحرارة في اعتلال الدماغ الوليدي يُعيق سير عملية الاستماتة. عمومًا، لا يحدث الموت الخلوي مباشرةً بسبب الحرمان من الأكسجين، بل يحدث بشكل غير مباشر نتيجةً لتتالي الأحداث اللاحقة لنقص الأكسجين. تحتاج الخلايا الأكسجين من أجل تصنيع الأدينوسين ثلاثي الفوسفات (إيه تي بّي)، وهو جزيء تستخدمه الخلايا لتخزين الطاقة، وتحتاجه أيضًا من أجل تنظيم مستويات الأيونات داخل الخلوية. يُستخدم الأدينوسين ثلاثي الفوسفات وقودًا لكلا عمليتي جلب الأيونات الضرورية للوظيفة الخلوية وإزالة الأيونات الضارة بالوظيفة الخلوية.
لا يمكن للخلايا إنتاج الأدينوسين ثلاثي الفوسفات الضروري لتنظيم مستويات الأيونات دون الأكسجين، لذا لا يمكنها منع البيئة داخل الخلوية من الاقتراب من التركيز الأيوني للبيئة خارج الخلوية. ليس نقص الأكسجين بحد ذاته السبب الذي يُسرّع موت الخلية، لكن دون الأكسجين لا يمكن للخلية أن تصنع الأدينوسين ثلاثي الفوسفات الذي تحتاجه لتنظيم التراكيز الأيونية والمحافظة على الاستتباب (التوازن الداخلي.
من المُلاحَظ أنه حتى الانخفاض البسيط في درجة الحرارة يُساعد على استقرار غشاء الخلية خلال فترات نقص الأكسجين. ولهذا السبب، يُساعد انخفاض درجة حرارة الجسم في منع تدفق الأيونات غير المرغوب بها خلال الأذية الإقفارية، ويجعل غشاء الخلية أقل نفوذية (غشاء كتيم)، يساعد خفض درجة الحرارة على منع تتالي الأحداث الناجمة عن نقص الأكسجين. حتى الانخفاضات المعتدلة في درجة الحرارة تُقوّي الغشاء الخلوي، ما يساعد على تقليل أي اضطراب في البيئة الخلوية. عن طريق تخفيف اضطراب التوازن الداخلي الناجم عن منع تدفق الدم، تتضح قدرة خفض حرارة الجسم على تقليل الأذيات الناتجة عن الإصابات الدماغية.
قد يُساعد تدبير الحرارة الموجه أيضًا على تقليل ضرر إعادة التروية، وهو الضرر المُسبّب بالإجهاد التأكسدي الذي يحدث عند عودة التدفق الدموي إلى الأنسجة بعد فترة من نقص التروية. تحدث استجابات مناعية التهابية متعددة ومختلفة في أثناء إعادة التروية. وتؤدي هذه الاستجابات الالتهابية إلى ارتفاع الضغط داخل القحف، ما يؤدي إلى أذية الخلايا وفي بعض الأحيان موتها. ثبت أن تخفيض حرارة الجسم يُساعد على تخفيف الضغط داخل القحف، فيُقلل من التأثيرات الضارة الناجمة عن الاستجابات المناعية الالتهابية للمريض التي تحدث عند إعادة التروية. تزيد تفاعلات الأكسدة التي تحدث خلال إعادة التروية من إنتاج الجذور الحرة.
ينقص انخفاض الحرارة كلًّا من الضغط داخل القحف وتكوين الجذور الحرة، وقد يمثل هذا آلية أخرى لتأثير العلاج بخفض الحرارة. يمكن أن يؤدي التنشيط الواضح لمستقبلات إن ميثيل دي أسبارتات (إن إم دي إيه) -التالي لإصابات الدماغ- إلى دخول الكالسيوم الذي يحرّض موت الخلايا العصبية عن طريق آليات التحفيز الزائد (هو إجراء أيضي تُتلف فيه الخلايا العصبية أو يُقضى عليها عبر تعريضها لحث زائد من قبل الناقلات العصبية مثل الغلوتامات أو غيرها من الأجسام المشابهة).

## الطرق
توجد عدة طرق يمكن من خلالها تخفيض درجة حرارة الجسم، وتتضمن: قساطر التبريد والبطانيات المبردة ووضع أكياس الثلج على الجسم. منذ عام 2013، لم يكن واضحًا أي الطرق هي الأفضل. وبالرغم من أنه قد تُعطى سوائل باردة داخل الأوردة من أجل خفض الحرارة، هناك حاجة إلى تطبيق طرق أخرى من أجل الحفاظ على برودة الشخص.
يجب قياس درجة حرارة الجسم الأساسية (إما عبر المريء، أو المستقيم، أو المثانة عند الأشخاص الذين ينتجون البول، أو داخل الشريان الرئوي)، وذلك لتوجيه عملية التبريد. يجب تجنب درجات الحرارة تحت 30 درجة مئوية (86 درجة فهرنهايت)، فهي تزيد من حدوث التأثيرات المضرة بشكل ملحوظ. يجب أن يبقى الشخص عند درجة الحرارة المطلوبة (الدرجة الهدف) -زائد أو ناقص نصف درجة مئوية- مدة 24 ساعة. تجب إعادة التدفئة تدريجيًا وببطء بسرعات مقترحة من 0.1 إلى 0.5 درجة مئوية (0.18 إلى 0.90 درجة فهرنهايت) في الساعة.
يجب أن يبدأ تدبير الحرارة الموجه في أقرب وقت ممكن. ويجب الوصول إلى درجة الحرارة الهدف في غضون 8 ساعات.
يبقى تدبير الحرارة الموجه فعالًا جزئيًا حتى عند البدء به بعد ست ساعات من حدوث الوهط.
قبل البدء بتدبير الحرارة الموجه يجب إعطاء عوامل دوائية للسيطرة على الارتجاف. عندما تنخفض درجة حرارة الجسم تحت عتبة معينة -عادةً نحو 36 درجة مئوية (97 درجة فهرنهايت)- قد يبدأ الناس بالارتجاف. يبدو أنه مهما كانت التقنية المستخدمة لتحريض انخفاض حرارة الجسم، يبدأ الناس بالارتجاف عندما تنخفض درجة الحرارة دون هذه العتبة.
تتضمن الأدوية المستخدمة عادةً للوقاية من الارتجاف وعلاجه في تدبير الحرارة الموجه أسيتامينوفين وبوسبيرون وأشباه الأفيونات بما فيها البيثيدين (ميبيريدين)، وديكسميديتوميدين وفنتانيل و/أو بروبوفول. إذا لم يكن بالإمكان السيطرة على الارتجاف عن طريق هذه الأدوية يوضع المرضى غالبًا تحت التخدير العام و/أو يعطون الأدوية الشالة مثل فيكورونيوم. يجب إعادة تدفئة الناس ببطء وثبات لتجنب الارتفاع المفاجئ المؤذي في الضغط داخل القحف.

### قساطر التبريد
يدخل قسطر التبريد في وريد فخذي. ثم يُسرب محلول ملحي نظامي مبرد في القسطر عبر أنبوب معدني مغلف أو بالون. يقوم المحلول الملحي بتبريد جسم الشخص بأكمله عبر خفض درجة حرارة دمه. تُنقص القساطر درجة الحرارة بمعدلات تتراوح بين 1.5 إلى 2 درجة مئوية (2.7 إلى 3.6 درجة فهرنهايت) في الساعة. من خلال استخدام وحدة التحكم، يمكن للقساطر أن تخفض درجة حرارة الجسم إلى ما يقارب 0.1 درجة مئوية (0.18 درجة فهرنهايت) من المستوى الهدف. وعلاوةً على ذلك، يمكن للقساطر أن ترفع درجة الحرارة بمعدل ثابت، ما يساعد على تجنب الارتفاعات المؤذية في الضغط داخل القحف. أظهرت عدة دراسات أن تدبير الحرارة الموجه عن طريق القسطر آمن وفعال.
تتضمن الحوادث الجانبية المرافقة لهذه التقنية الغازية النزف والعدوى وثقب الأوعية الدموية والخثار الوريدي العميق (دي في تي). إن العدوى الناجمة عن قسطر التبريد مؤذية بشكل خاص، لأن الأشخاص الذين أُنعشوا معرضون بشدة للاختلاطات المرافقة للعدوى. يمثل النزف خطرًا كبيرًا بسبب انخفاض عتبة التخثر الناجم عن انخفاض درجة حرارة الجسم. قد يكون خطر الخثار الوريدي العميق أكثر الاختلاطات الطبية إلحاحاَ.
يمكن وصف الخثار الوريدي العميق بأنه حدث طبي تتشكل في سياقه جلطة دموية في وريد عميق، عادة في الوريد الفخذي. قد تصبح هذه الحالة قاتلة إذا انتقلت الجلطة إلى الرئتين وسببت انصمامًا رئويًا. أحد المشاكل الأخرى التي يمكن مواجهتها مع استخدام قساطر التبريد هي احتمالية منع الوصول إلى الوريد الفخذي، والذي يعد موقعًا مستخدمًا عادةً لمجموعة متنوعة من الإجراءات الطبية الأخرى، بما في ذلك تصوير الأوعية الوريدية والجانب الأيمن من القلب. ولكن معظم قساطر التبريد هي قساطر ثلاثية اللمعة، وسيحتاج معظم الناس بعد توقف القلب مدخلًا وريدي مركزي.
بعكس الطرق غير الغازية التي يمكن أن يجريها طاقم التمريض، يجب أن تُركب قسطرة التبريد من قبل طبيب مدرب تدريبًا كاملًا وعلى معرفة بالإجراء. قد يؤدي التأخير الزمني الحاصل بين تحديد الشخص الذي قد يستفيد من الإجراء ووصول اختصاصي الأشعة التداخلية أو أي طبيب آخر ليقوم بإدخال القسطر إلى ضعف الاستفادة من بعض الميزات التي يقدمها التبريد السريع الذي تقدمه الطرق الغازية.[بحاجة لمصدر]

### التبريد التبخيري عبر الأنف
التبريد التبخيري عبر الأنف هو وسيلة لتحريض عملية خفض حرارة الجسم، وتأمين وسيلة للتبريد المستمر للشخص خلال المراحل المبكرة من تدبير الحرارة الموجه وأثناء التنقل في أنحاء المستشفى. تستخدم هذه التقنية قنيتين تدخلان في تجويف الأنف وتوصلان رذاذًا من الضباب المبرد الذي يتبخر مباشرة تحت الدماغ وقاعدة الجمجمة. عندما يمر الدم عبر منطقة التبريد فإنه ينقص درجة الحرارة في بقية أنحاء الجسم.[بحاجة لمصدر]
الطريقة آمنةٌ بما يكفي لاستخدامها لحظة توقف القلب وأثناء النقل في سيارة الإسعاف أو داخل المستشفى بشكل مناسب. تهدف هذه الطريقة إلى خفض درجة حرارة الشخص بسرعة إلى أقل من 34 درجة مئوية (93 درجة فهرنهايت) ويستهدف الدماغ كأول منطقة للتبريد. أظهرت الأبحاث التي أجريت على الجهاز معدلات تبريد تبلغ 2.6 درجة مئوية (4.7 درجة فهرنهايت) في الساعة في الدماغ (تقاس عبر مقياس الحرارة الطبلي بالأشعة تحت الحمراء) و1.6 درجة مئوية (2.9 درجة فهرنهايت) في الساعة لخفض درجة حرارة الجسم المركزية.

### بطانيات المياه
في هذه التقنية، يدور الماء البارد ضمن بطانية أو سترة تلف حول الجذع مع غلاف للساقين. لتخفيض درجة الحرارة بسرعة مثالية يجب تغطية 70% من مساحة سطح الجسم ببطانيات المياه. يمثل هذا العلاج أحد أكثر وسائل ضبط درجة حرارة الجسم التي درست بشكل جيد. تعمل بطانيات المياه على تخفيض درجة حرارة الشخص حصرًا عبر تبريد جلده، وتبعًا لذلك فهي لا تتطلب أي إجراءات غازية.[بحاجة لمصدر]
تمتلك بطانيات المياه العديد من الخصائص غير المرغوبة. فهي عرضة للتسريب مما يشكل خطرًا كهربائيًا لأنها تعمل بالقرب من معدات طبية مشغلة كهربائيًا. أبلغت منظمة الغذاء والدواء أيضًا عن حالات من بطانيات مياه خارجية سببت حروقًا في جلد الشخص. تتضمن المشاكل الأخرى المصادفة مع التبريد الخارجي تجاوز درجة الحرارة الهدف (يحدث ذلك عند 20% من الناس)، وبطء بدء تأثيرها مقارنة مع التبريد الداخلي وزيادة الاستجابة المعاوضة وضعف إمكانية حصول المريض عليها وإيقاف التبريد من أجل الإجراءات الغازية الأخرى مثل القسطرة القلبية.
إذا قُدم العلاج ببطانيات المياه جنبًا إلى جنب مع إعطاء لترين من المحلول الملحي النظامي البارد وريديًا، يمكن تبريد الناس إلى الدرجة 33 مئوية (91 درجة فهرنهايت) في غضون 65 دقيقة. تزود معظم الآلات الآن بمجسات لدرجة الحرارة المركزية.[بحاجة لمصدر]
عند إدخالها في المستقيم، تُقاس درجة حرارة الجسم المركزية، ويسمح التلقيم الراجع إلى الآلة بإجراء تغييرات في بطانية المياه لتحقيق درجة الحرارة المحددة المطلوبة. في السابق سببت بعض نماذج آلات التبريد تجاوزًا لدرجة الحرارة الهدف وقامت بتبريد الناس إلى مستويات أقل من 32 درجة مئوية (90 درجة فهرنهايت)، ما أدى إلى زيادة الحوادث الجانبية. كما قامت بإعادة تدفئة المرضى بمعدل سريع للغاية، ما أدى إلى ارتفاعات مفاجئة في الضغط داخل القحف. بعض النماذج الجديدة لديها المزيد من البرامج التي تحاول منع هذا التجاوز عن طريق استخدام ماء أكثر دفئًا عند الاقتراب من درجة الحرارة الهدف ومنع أي تجاوز. تمتلك بعض الآلات الجديدة الآن أيضًا 3 مستويات للتبريد والتدفئة; يسمح مستوى إعادة التدفئة بإحدى هذه الآلات بإعادة تدفئة المريض بمعدل بطيء للغاية يبلغ 0.17 درجة مئوية فقط (0.31 درجة فهرنهايت) في الساعة في «الوضع التلقائي»، ما يسمح بإعادة التدفئة من الدرجة 33 مئوية (91 درجة فهرنهايت) حتى الدرجة 37 مئوية (99 درجة فهرنهايت) على مدار 24 ساعة.

### القبعات الباردة
هناك عدد من قبعات وخوذات تبريد الرأس غير الغازية المصممة لتبريد الدماغ. تتكون قبعة تخفيض حرارة الجسم بشكل نموذجي من مادة صنعية مثل النيوبرين أو السيليكون أو البولي يوريثان ومحشوة بعامل تبريد مثل الثلج أو الهلام يصل إلى درجة حرارة شديدة البرودة تتراوح بين 25- و 30- درجة مئوية (-13 إلى -22 درجة فهرنهايت) قبل الاستخدام أو يُبرد بشكل مستمر من قبل وحدة تحكم مساعدة. استخداماتها الأكثر أهمية هي الوقاية من الصلع أو الإقلال منه في العلاج الكيماوي، والوقاية من الشلل الدماغي عند الأطفال الذين يولدون مع اعتلال دماغ إقفاري بنقص الأكسجة.